# 목소리의 형태 (영화)
《목소리의 형태》(일본어: 聲の形)는 2016년 9월에 개봉한 일본의 애니메이션 영화이다. 오시마 요시토키의 만화 《목소리의 형태》를 원작으로, 야마다 나오코가 감독을 맡았다. 일본은 2016년 9월 17일에 대한민국은 2017년 5월 9일에 개봉되었다.

## 줄거리
나는 네가 정말 싫었다.

너를 다시 만나기 전까진…

따분한 게 질색인 아이, 이시다 쇼야.

간디가 어떤 사람인지, 인류의 진화과정이라든지, 알게뭐람.

어느 날 쇼야의 따분함을 앗아갈 전학생이 나타났다.

니시미야 쇼코. 그 아이는 귀가 들리지 않는다고 한다.

쇼야의 짓궂은 장난에도 늘, 생글생글 웃고만 있다. 짜증난다.

그의 괴롭힘에 쇼코는 결국 전학을 갔고, 이시다 쇼야는 외톨이가 되었다.

6년 후, 더 이상 이렇게 살아봐야 의미가 없음을 느낀 쇼야는 마지막으로 쇼코를 찾아간다.

처음으로 전해진 두 사람의 목소리. 두 사람의 만남이 교실을, 학교를,

그리고 쇼야의 인생, 쇼코의 인생을 바꾸기 시작한다.

## 출연진
- 이리노 미유 - 이시다 쇼야 목소리 역
- 하야미 사오리 - 니시미야 쇼코 목소리 역
- 유키 아오이 - 니시미야 유즈루 목소리 역
- 오노 켄쇼 - 나가츠카 토모히로 목소리 역
- 카네코 유우키 - 우에노 나오카 목소리 역
- 이시카와 유이 - 사하라 미요코 목소리 역
- 한 메구미 - 카와이 미키 목소리 역
- 토요나가 토시유키 - 마시바사 토시 목소리 역
- 마츠오카 마유 - 이시다 쇼야 (어린 시절) 목소리 역

### 우리말 녹음[1]
- 엄상현: 이시다 쇼야
- 공경은: 니시미야 쇼코
- 최서희: 화면 해설
- 그 밖: 양정화, 이현주, 홍범기, 이미향, 박신희, 윤호, 사문영, 이미연, 이인석, 송하림